# Останино (Бердюзький район)
Оста́нино (рос. Останино) — присілок у складі Бердюзького району Тюменської області, Росія.
Населення — 111 осіб (2010, 167 у 2002).
Національний склад станом на 2002 рік:
- росіяни — 71 %